# Zettai Kareshi
Zettai Kareshi (絶対彼氏。, Zettai Kareshi [Japão], Absolute Boyfriend [EUA], Zettai Kareshi - O Namorado Perfeito [Brasil]) é uma série de mangá criado por Yuu Watase, lançado no Japão em 2003 pela Shogakukan, nos Estados Unidos pela Viz Media em fevereiro de 2006, e no Brasil em 4 de junho pela Conrad Editora. A série também foi lançada antes em inglês em Singapura pela Chuang Yi em março de 2005. Os seis volumes deste mangá estão sendo lançados atualmente em inglês pela revista Shoujo Beat da editora Viz.

## História
Riiko Izawa é uma garota sem muita sorte no amor que nunca teve um namorado e foi rejeitada por todos os garotos dos quais ela tentou se aproximar. Quando ela devolve um celular perdido para um desconhecido e estranho empresário, recebe como agradecimento o endereço do website de sua empresa. Riiko acaba, sem intenção, por encomendar um androide, projetado pela empresa Kronos Heaven para ser o namorado perfeito, com a intenção devolvê-lo depois do período de teste de três dias.
Quando seu período de teste de três dias acaba, Riiko descobre que não pode devolver seu namorado perfeito (o qual Riiko chama de Night.) e está com uma dívida de 100,000,000,000 ienes (aproximadamente 2 milhões de reais). O misterioso empresário, Namikiri Gaku, conta para ela que a companhia irá esquecer a dívida se ela ajudá-los a coletar dados sobre os sentimentos das mulheres e sobre sua estrutura mental e psíquica, para aprimorar os futuros namorados perfeitos.
Sem que Riiko saiba, seu vizinho e amigo de infância Sōshi Asamoto tem uma paixão platônica por ela, que tenta sempre esconder. Ele prometeu para a mãe de Riiko que sempre iria olhar pela garota enquanto seus pais estivessem fora, e quando ele vê a garota com o seu novo "namorado", seu ciúme cria o triângulo amoroso central da série.
Riiko mantém a identidade não humana de Night em segredo, enquanto tenta se decidir se o ama, mesmo sendo apenas um boneco tentando desenvolver emoções reais, ou Sōshi que a ama desde a infância.

## Personagens
- Riiko Izawa (井沢 リイコ, Izawa Riiko)

Riiko não parece ter nenhuma sorte com garotos até que ela encontra um misterioso empresário que a leva até o website de sua empresa e acidentalmente acaba encomendando um namorado: Night Tenjō. Riiko é decidida, desprovida de graciosidade ou charme e uma pessoa prática, porém amorosa e esforçada. Ela parece ter sentimentos por Sōshi e Night, o que se torna o principal conflito de toda a história.
- Night Tenjō (Tenjō Night)

Night é o namorado perfeito: Charmoso, dependente, inteligente, atlético, bem-vestido, sensível, devoto e completamente leal. Por causa do seu desconhecimento sobre certos eventos sociais, ele às vezes acaba chamando muito a atenção. Além disso, ele é um andróide de alto design, parece ter emoções reais e quer se tornar mais humano e ser um namorado melhor para Riiko. Ele usa um anel de emoções (mood ring) que indica as emoções de Riiko.
- Sōshi Asamoto (Asamoto Sōshi)

Sōshi tem uma paixão por Riiko desde que eles eram crianças, porém ele nunca encontrou coragem para confessar seus sentimentos reais e ao invés disso apenas a admira. Seu pai é um fotógrafo que viaja o mundo, logo Sōshi vive sozinho com seu irmão, Masaki. Desde quando Riiko vive sozinha também no começo da série, Sōshi prometeu para a mãe dela que a protegeria. Ele é um bom cozinheiro e usualmente cozinha para Riiko quando suspeita que ela precisa.
- Gaku Namikiri (Namikiri Gaku)

Gaku-san é um empresário de uma companhia conhecida como Kronos Heaven que se especializa em criar robôs altamente realistas, ou 'figuras', para vários propósitos. Ao contrário dos empresários comuns, Gaku às vezes não é levado a sério e é frequentemente confundido com um cosplayer pelas suas maneiras estranhas e esquisitas de se vestir. Quando Riiko não consegue devolver Night nem pagar por ele, Gaku permite que a garota continue com ele para que Night possa coletar dados de como se tornar um melhor namorado, para uso em futuros modelos. Quando Night tem um problema, Gaku é o único que pode consertá-lo. Gaku gosta de doces, em especial sundae.
- Mika Ito

Riiko considerava Mika sua melhor amiga desde a escola primária, antes de ser revelado que ela apenas se tornou amiga de Riiko porque Mika a considerava patética e fazia com isso que ela parecer melhor. Bonita e orgulhosa, Mika tenta ajudar Riiko a conseguir um namorado, porém há vários rumores envolvendo ela e os garotos que Riiko gostou. Mika é apenas interessada nos namorados das outras garotas, mesmo sabendo que tem muitos outros garotos que são interessados nela. Ela nunca parece estar feliz e tenta se sentir melhor causando problemas para os outros.
- Masaki Asamoto

Masaki é o irmão mais novo de Sōshi.Sōshi e Masaki são muito diferentes, Soshi é "folgado" e reservado, já Masaki é sério. Durante a série ele tenta dar alguns conselhos para Sōshi sobre seu relacionamento com Riiko.
- Satori Miyabe

Satori é uma das colegas de classe de Riiko, 
uma garota legal e reservada. Ela não é muito sociável e quase nunca gasta dinheiro, o qual parece ser o seu principal interesse. Quando criança seus pais faleceram em um incêndio e suas costas foram queimadas gravemente. Seu interesse em acumular dinheiro é para cuidar do seu avô, que também foi queimado no acidente, e também porque ela acredita que suas queimaduras vão impedi-la para sempre de achar um marido que possa cuidar dela.
- Toshiki Shirasaki

Toshiki é um robô que se disfarça como humano, e quer "roubar" Riiko de Night.
- Enfermeira (Nurse)

A Enfermeira é uma figura feminina da Kronos Heaven, excessivamente entusiasmada e facilmente excitável. Originalmente enviada por Gaku e Yuki para recuperar Night, beijando-o para que ele se torne o amor dela ao invés de Riiko, a Enfermeira acaba por beijar Sōshi por engano que se torna seu (não desejado) amor.
- Moyai

Chefe de Riiko e Sōshi no restaurante vietnamita onde trabalham.
- Yoshimaru e Makiko Izawa

Pais de Riiko, que moram longe dela por causa dos negócios. Makiko, mãe de Riiko, pediu para Sōshi que olhasse por Riiko na ausência deles. Eles se preocupam com Riiko, especialmente seu pai, que sente que sua filha está crescendo muito rápido. Preocupado com os potenciais namorados de Riiko, Yoshimaru prefere Sōshi, que ele considera prático e inteligente, enquanto Makiko prefere Night, que é responsável e respeitoso. Graças à intervenção de Gaku, os pais de Riiko acabam acreditando que Night é o filho de um diretor de uma grande companhia (Kronos Heaven) e Yoshimaru aceita Night como amigo de Riiko.

## Ligações Externas
- (em inglês)Absolute Boyfriend no website Shoujo Beat
- (em português)Zettai Kareshi e Paradise Kiss no Brasil - Henshin!
- (em japonês)Drama (live action)